# 真夏の夜の夢 (松任谷由実の曲)
「真夏の夜の夢」（まなつのよのゆめ）は、松任谷由実（ユーミン） の24枚目のシングル。1993年7月26日に東芝EMIからリリースされた（TODT-3070）。

## 解説
4年ぶりのシングルで、TBS系ドラマ『誰にも言えない』主題歌となった。「あの日にかえりたい」以来約17年ぶり、自身2作目（「今だから」「愛のWAVE」を除く）のオリコン週間シングルチャート1位を獲得（2週連続）。セールスもシングルでは初のミリオンセラーとなり、ドラマとともに同年を代表する1作となった。本作は2024年12月時点で自身最大のヒットシングルとなっている。初回発売盤のシングル・トレイは赤色。
第12回JASRAC賞 銀賞を受賞。
本作から「春よ、来い」まで3作連続でオリコン1位及びオリコン集計でのミリオンセラーを記録する。本作のオリコンチャートの登場週数は19週、累計143.2万枚のセールスを記録した。
25枚目のオリジナルアルバム『U-miz』にはalbum mixを収録。エコーの部分が三重（シングルは二重）に変更になったりと、かなりリミックスされている。2018年の配信リリースでは、シングルとしての配信もalbum mixを使用している。
2023年発売の『ユーミン乾杯!!』ではGLIM SPANKYとコラボしたニュー・ヴァージョンを収録。
「風のスケッチ」はユーミンの地元で行われた地方博「TAMAらいふ21」イメージソングとして制作されたもので、2024年12月現在アルバム未収録。

## 収録曲
1. 真夏の夜の夢（single mix） -A Midsummer Night' Dream-[7]
2. 風のスケッチ -Sketch With The Wind-
3. 真夏の夜の夢（オリジナル・カラオケ）

作詞・作曲：松任谷由実　編曲：松任谷正隆

## 参加ミュージシャン
- キーボード & プログラミング：松任谷正隆
- ハイハット（#1）：江口信夫
- エレクトリックギター（#1）：鈴木茂
- パーカッション（#1）：Pecker
- シンセサイザー・プログラミング：山中雅文
- コーラス：松任谷由実

## カバー
- 真夏の夜の夢
  - 香西かおり - 1993年、アルバム『綴織百景VOL.3 "夢"』に収録
  - 稲垣潤一 - 2009年、カバーアルバム『男と女2』に収録（duet with 岡本真夜）
  - 槇原敬之 - 2014年、カバーアルバム『Listen To The Music 3』に収録
  - GHOST COMPANY - 2012年、カバーアルバム 『PUNK EATS J-POP -MOSH PIT STYLE-』に収録
  - Ms.OOJA - 2015年、アルバム『THE HITS 〜No.1 SONG COVERS〜』に収録
  - DEEN - 2016年、アルバム『バタフライ』に収録
  - 桑田佳祐 - 2019年、ライブ・ビデオ『平成三十年度! 第三回ひとり紅白歌合戦』に収録。
  - 坂本冬美 - 2021年、アルバム『Love Emotion』に収録
  - 天童よしみ - 2025年4月10日放送のTBS系「ニンゲン観察バラエティ モニタリング」の大学卒業式潜入企画に於いて、ダンスパフォーマンス集団・アバンギャルディによるオリジナルダンスをバックに本曲を歌唱。